# دهستان کبوترخان
دهستان کبوترخان نام دهستانی در بخش مرکزی شهرستان رفسنجان، استان کرمان در ایران است. براساس سرشماری مرکز آمار ایران در سال ۱۳۸۵، جمعیت آن ۱۰۱۱۰ نفر (۲۴۵۷ خانوار) بوده‌است.